# The Lion and the Witch
The Lion and the Witch es un EP de la banda de rock alternativo, Weezer, el cual fue grabado en vivo.

## Lista de canciones
Todas las canciones fueron escritas por Rivers Cuomo.
| #  | Título                                                                     | Duración |
| -- | -------------------------------------------------------------------------- | -------- |
| 1. | "Dope Nose" *La pista comienza con una breve interpretación de "Polynesia" | 5:20     |
| 2. | "Island in the Sun"                                                        | 3:55     |
| 3. | "Falling for You"                                                          | 4:23     |
| 4. | "Death and Destruction"                                                    | 4:19     |
| 5. | "el Scorcho"                                                               | 4:16     |
| 6. | "Holiday"                                                                  | 4:10     |

- Datos: Q2551952